# Julius Tonel
Julius Sullan Tonel (ur. 31 sierpnia 1956 w Davao) – filipiński duchowny rzymskokatolicki, w latach 2010–2023 biskup Ipil, arcybiskup metropolita Zamboangi od 2023.

## Życiorys
Święcenia kapłańskie przyjął 12 kwietnia 1980 i został inkardynowany do archidiecezji Davao. Po kilkuletnim stażu wikariuszowskim został dyrektorem Apostolstwa Rodzin. W latach 1986–1990 studiował w Rzymie, zaś po powrocie do kraju objął funkcję dyrektora diecezjalnego centrum liturgicznego. W 1992 został wykładowcą i wicerektorem seminarium w Davao, natomiast w 1997 został mianowany jej rektorem.
30 czerwca 2007 został prekonizowany prałatem terytorialnym Ipil, zaś 20 sierpnia 2007 otrzymał sakrę biskupią z rąk ówczesnego arcybiskupa Davao, Fernando Capalli. Uroczyste objęcie urzędu miało miejsce 11 września 2007. 1 maja 2010, w wyniku podniesienia prałatury do rangi diecezji, został jej pierwszym biskupem diecezjalnym.
25 kwietnia 2023 papież Franciszek mianował go arcybiskupem metropolitą archidiecezji Zamboangi. Ingres odbył 22 sierpnia 2023.